# Seria
Seria oder Pekan Seria (dt. Stadt Seria) ist eine Stadt und ein Verwaltungsbezirk (Mukim) im Distrikt (Daerah) Belait des Sultanats Brunei.

## Geschichte
Seria hieß ursprünglich malaiisch Padang Berawa, auf Deutsch: Wildtaubenfeld. Der heutige Name 'Seria' entstand offenbar aus dem Akronym, das die Britischen Behörden seinerzeit für das Gebiet verwendeten, das offiziell als South East Reserved Industrial Area bezeichnet wurde. Das Industriegebiet ist in der Nähe der Stelle, an der 1926 erstmals Öl entdeckt wurde.
Die erste kommerziell genutzte Ölquelle wurde 1929 in Padang Berawa am Westufer des Seria River (Sungai Seria) gebohrt. Das Seria Field ist das größte Ölfeld in Nordwest-Borneo.
Seria wurde 1936 als Stadt ausgewiesen. Die Stadt wurde der Aufsicht des Kuala Belait Sanitary Board unterstellt, welches auch für das Stadtgebiet von Kuala Belait zuständig war.
Im Zweiten Weltkrieg war Seria das erste Ziel der Japaner, die mit einem Teil des Kawaguchi Detachment am 16. Dezember 1941 um 4:40 Uhr, neun Tage nach Pearl Harbor in Borneo anlandeten. Sie trafen auf ein verwüstetes Ölfeld aufgrund der „Operation Denial“, die von den Angestellten der British Malayan Petroleum Company (heute: Brunei Shell Petroleum) und Soldaten des 2. Battalion des 15. Punjab Regiments, sowie British Army Royal Engineers durchgeführt wurde. Die Invasoren setzten jedoch die Ölbohrungen fort und die Wiederherstellung der Förderanlagen begann unmittelbar unter Sato, dem Chef-Ingenieur. In den folgenden drei Jahren führten die Japaner die Produktion fast wieder auf das Vorkriegs-Niveau und die Aktivitäten wurden immer mehr beschleunigt, da andere Nachschubquellen für die Japanische Kriegsmaschinerie verloren gingen. In den letzten sechs Monaten des Kriegs kam das meiste Öl der Japaner aus Seria. In der Operation „Ha-Go 2“ sabotierten die Japaner wiederum die Förderanlagen. Die Operation begann am 10. Juni 1945, am Tag, als die australischen Truppen in Muara anlandeten. Die Feuer konnten auf See 100 km weit gesehen werden. Als die 9th Division der Australier im Zuge der Operation Oboe Six am 29. Juni 1945 in Seria anlangten, war die Situation chaotisch. 38 Ölquellen brannten, Gebäude und Anlagen waren zerstört. Am 17. August 1945 jedoch, als amerikanische Brandspezialisten (Patton and son) ankamen, waren bereits 26 der Feuer gelöscht durch Mitarbeiter des Ölfelds unterstützt durch eine Abordnung der Australian Royal Engineers. Im November war die Produktion wiederhergestellt, auch wenn das Öl noch in provisorischen Tanks gelagert werden musste und der Ölexport nach Lutong begann am 11. Dezember 1945.
Einige Überreste einer hölzernen Eisenbahn von Seria nach Badas, die von der British Malayan Oil Company (der heutigen Brunei Shell Petroleum) errichtet wurde, sind noch zu sehen. Die Eisenbahn ermöglichte die Wasserversorgung in Seria durch die Badas Pumping Station am Sungai Belait. Mitarbeiter der BMP versteckten wichtige Bauteile der Eisenbahn vor den Japanern im Zweiten Weltkrieg und erst nach dem Krieg wurde die Eisenbahn wieder in Betrieb genommen.
Die Pumpstation wurde von George William Percival Clark betrieben. Er war zudem Präsident des Shell Recreation Club in Seria (1951). Zwei seiner Töchter, Patsy und Gracie, ertranken bei einem Bootsunfall auf dem Badas River 1951.
In Seria ereignete sich auch eine kleine Rebellion gegen die Monarchie. Am 8. Dezember 1962 brach ein Aufstand los, der jedoch schnell von der British Army zerschlagen wurde. Der Aufstand wurde bekannt als die Brunei Revolt.
Unter der Herrschaft von Sultan Omar Ali Saifuddin kam die Stadt zur Blüte. Davon zeugen die Geschäftsgebäude entlang der Jalan-Sultan-Omar-Ali-Straße.

## Geographie

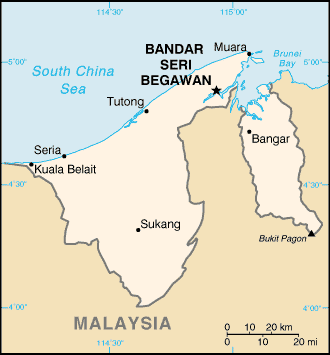
Map of Brunei

### Mukim Seria

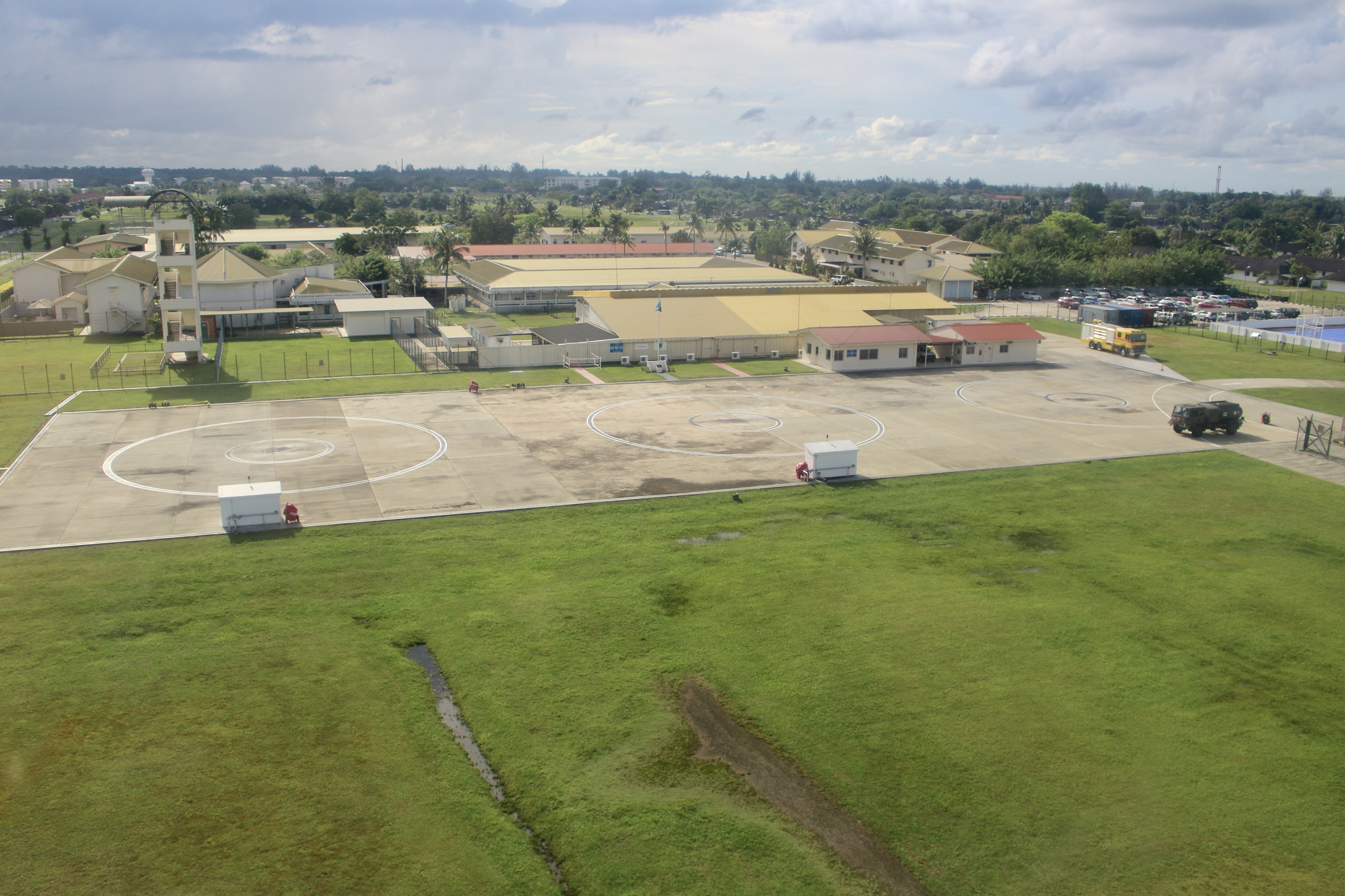
Medicina Lines, Heliport der Briten

Der Distrikt umfasst 169 km² und liegt im Nordwesten des Distrikts Belait. Er grenzt an das Südchinesische Meer im Norden, Mukim Liang im Osten, Mukim Labi im Südosten, Mukim Kuala Balai im Süden und Mukim Kuala Belait im Westen. Im Bezirk leben mehr als 21.000 Einwohner, die zu den verschiedensten Ethnien gehören, unter anderem Malaien, Chinesen und eine Minderheit von Gurkha, die Mitglieder der Brigade der British Army waren.
Die British Army unterhält seit 1960 zwei Camps in Seria. Diese sind Medicina Lines und Tuker Lines. In ersterem befindet sich unter anderem ein Helikopter-Landeplatz, den auch die Royal Air Force nutzt.
Seit März 2007 war der Penghulu (Vorsteher) des Mukim Seria Awang Haji Jamail Linap.
Der bedeutendste Fluss im Gebiet ist der Belait River (Sungai Belait).

### Stadt Seria
Das städtische Zentrum ist auf dem Reißbrett entstanden. Das Straßengitter wird von der Jalan Tengah und der Seria Arena im Norden begrenzt, von der Jalan Lorong Satu Barat im Osten, der Jalan Bolkiah im Süden und der Jalan Lorong Tiga Barat im Westen. Dieses Areal umfasst 0.603 km²
Die Vorstädte von Panaga liegen westlich des Zentrums und im Osten schließt sich Kampong Baru an.
Zum Verwaltungszentrum Kuala Belait sind es etwa 16 km nach Westen und die Hauptstadt Bandar Seri Begawan ist etwa 100 km entfernt. Sie liegt in nordöstlicher Richtung.

### Kampung
Im Gegensatz zu anderen Mukim ist Pekan Seria nicht verwaltungstechnisch in Kampung eingeteilt. Trotzdem dienen die benachbarten Kampung als Vororte von Seria.
- Panaga (auch: Kampung Panaga) liegt zwischen den Städten Kuala Belait und Seria. Das Gebiet ist in kleinere Siedlungen unterteilt:
  - Jalan Utara mit dem Hauptquartier von Brunei Shell Petroleum und den beliebten Clubs Panaga Club und Brunei Shell Recreation Club (BSRC). In diesem Gebiet wohnen zahlreiche Ausländer.
  - Canadian Houses Area entlang der Jalan Tengah. Dieses Gebiet hat einen besonderen Charakter, da die Shell Housing Facilities im Stil von kanadischen Blockhäusern errichtet wurden. Auch das Holz für diese Gebäude wurde aus Kanada importiert.
  - Rund um die Panaga Police Station und die Sekolah Rendah Panaga (Panaga Primary School) wohnen vor allem Malaien. Es wird im engeren Sinn als „Kampung Panaga“ bezeichnet.
  - Kasernen im Westen des Stadtzentrums.
  - North and West of Seria. In diesem Gebiet befinden sich zahlreiche Einrichtungen der British Army und der Brunei Shell, sowie Wohngebäude für die Soldaten und die Angestellten.
- Kampung Baru liegt im Osten von Seria auf dem linken Ufer des Sungai Bera. In diesem Gebiet wohnen vor allem Chinesen und Iban. Dort verläuft auch die alte Hölzerne Bahntrasse, die von den Japanern nach Badas gebaut wurde.
- Kampung Lorong Tiga Selatan ist ein neu gebautes Viertel mit Sozialwohnungen aus dem Regierungsprogramm für Landlose in der Nähe des Seria Bypass.
- Kampung Perpindahan Baru ist ein weiteres Viertel mit Sozialwohnungen.
- Sungai Bera ist ein Industriegebiet im Norden von Kampong Baru und im Nordosten des Stadtzentrums. Dort befindet sich die einzige Erdölraffinerie von Brunei.
- Kampung Perakong
- Kampung Jabang (auch: Kampong Setinggan).
- Anduki ist ein dünn besiedeltes Gebiet zwischen Seria und Lumut. Dort befindet sich der Anduki airfield und das Anduki Recreation Area.

In Anduki liegt auch der AnNaem Islamic Cemetery. Er erstreckt sich über 8 acre (32.000 m²) und ist in 25 Blocks eingeteilt.
Im Gebiet von Badas befindet sich das Kampong Badas, sowie die Badas Water Treatment Plant, die als Wasseraufbereitungsanlage das Wasser aus dem Belait River für die umliegenden Städte und Dörfer bereitstellt.

### Verkehr
Die meisten Straßen sind asphaltiert, wobei es oft an ausreichender Wasserableitung bei Regenfällen mangelt. Das lokale Zentrum für Handel und Gewerbe konzentriert sich um die Straße Jalan Sultan Omar Ali.
Seria ist durch Straßen nach Westen durch Panaga mit Mumong und Kuala Belait verbunden und nach Osten durch Sungai Bera und Anduki mit Lumut, Labi und Bandar Seri Begawan und nach Süden zum Seria Bypass hin. Diese Hauptverkehrsader von der Grenze von Malaysia nach Kuala Belait verläuft südlich des städtischen Zentrums.
Es gibt verschiedene Busverbindungen nach von einer Busstation an der Kreuzung der Straßen Jalan Sultan Omar Ali und Jalan Bunga Pinang. Die busse verkehren nach Kuala Belait und Bandar Seri Begawan, sowie unregelmäßig nach Sungai Liang.

### Luftfahrt
Vom Flugplatz Anduki werden hauptsächlich Flüge zu den Offshore-Anlagen der Brunei Shell getätigt. Die nächsten öffentlichen Flughäfen sind in Bandar Seri Begawan oder Miri (Malaysia). Außerdem gibt es eine ganze Reihe von Helikopterlandeplätzen, unter anderem am Panaga Health Centre und am Hauptquartier der Brunei Shell Petroleum.

### Öl und Gas
Seria ist das Zentrum der Ölindustrie in Brunei mit dem ersten kommerziellen Ölfeld im Inland, das in Brunei entdeckt worden ist. Die Stadt liegt mitten in dem Seria Field, wo seit 1929 kontinuierlich Öl produziert wird. Zahlreiche Tiefpumpen (nodding donkeys) prägen das Landschaftsbild.
Die Brunei Shell Petroleum (BSP) Company Limited hat ihr Hauptquartier in Panaga und unterhält zahlreiche Öl- und Gasanlagen in Seria. Die Seria Refinery bei Sungai Bera ist die einzige Erdölraffinerie in Brunei, nahe beim Seria Crude Oil Terminal (SCOT), der New Gas Compression Plant (NGCP) und dem New Industrial Area (NIA). Eine offene Ölwasser-Scheideanlage beim Sungai Bera Holding Basin wurde aufgrund von Umweltschäden geschlossen.

### Energiegewinnung
Ein Erdgas-Kraftwerk zur Elektrizitätsgewinnung wurde abgebaut und durch eine Solaranlage (Leistung: 1.344 MWh.) ersetzt, die bis dato die einzige Anlage für Erneuerbare Energien in Brunei ist. Der Energieverbrauch vor Ort ist jedoch höher und Strom von der Lumut Power Plant wird zusätzlich benötigt.

## Sehenswürdigkeiten
- Pekan Seria Mosque – die erste Moschee in Brunei mit einem Kuppelbau
- Oil and Gas Discovery Centre (OGDC) – ein interaktives Museum der Brunei Shell Petroleum
- Billionth Barrel Monument – Denkmal für 1 Milliarde Barrel Öl die im Seria Field produziert wurden.
- Ein Freiheitsdenkmal am Kreisverkehr an der Kreuzung der Jalan Maulana und Jalan Utara.
- Das Sungei Seria Ästuar ist ein wichtiger Rastplatz für Zugvögel in Brunei.
- Im Gebiet von Panaga gibt es eine Population von Nashornvögeln

## Sport und Erholung
Sport- und Freizeitangebote sind hauptsächlich auf die Country Clubs Panaga Club und Brunei Shell Recreation Club beschränkt. Der Panaga Club verfügt über einen 18-Loch Golfplatz und der Brunei Shell Recreation Club über einen Reitplatz.
Angeln und Windsurfen ist im Jubilee Recreation Park (Taman Rekreasi Jubli) in Anduki möglich. Der Park wurde 1992 von der Brunei Shell Petroleum errichtet und von Sultan Hassanal Bolkiah zum silbernen Thronjubiläum eröffnet.

## Klima
|                       | Jan | Feb | Mär | Apr | Mai | Jun | Jul | Aug | Sep | Okt | Nov | Dez |   |      |
| Mittl. Tagesmax. (°C) | 30  | 30  | 31  | 31  | 31  | 31  | 31  | 31  | 31  | 31  | 31  | 31  | ⌀ | 30,8 |
| Mittl. Tagesmin. (°C) | 23  | 23  | 23  | 24  | 24  | 24  | 23  | 23  | 23  | 23  | 23  | 23  | ⌀ | 23,2 |
|                       |     |     |     |     |     |     |     |     |     |     |     |     |   |      |
| Niederschlag (mm)     | 427 | 165 | 140 | 112 | 208 | 300 | 216 | 213 | 300 | 297 | 368 | 287 | Σ | 3033 |

| 23 |

| 23 |

| 23 |

| 24 |

| 24 |

| 24 |

| 23 |

| 23 |

| 23 |

| 23 |

| 23 |

| 23 |

| 23 |

| 23 |

| 23 |

| 24 |

| 24 |

| 24 |

| 23 |

| 23 |

| 23 |

| 23 |

| 23 |

| 23 |

## Bildung
Die verschiedenen Schulen in Seria sind: Pengiran Anak Puteri Rashidah Sa'adatul Bolkiah Religious School (Islamische Schule), Anthony Abell College, Sultan Bolkiah Vocational School, Pengiran Setia Negara Pengiran Mohd Yusof Primary School, Chung Ching Middle School (privat, chinesisch), St. Angela's Mission School (privat, katholisch, heute gemischte Schule nach Vereinigung mit St Michael's), St. Margaret’s Mission School (privat, anglikanisch, international), Panaga School, Sekolah Rendah Panaga, Hornbill school for military families children.
St. Michael's Mission School war die erste englische Schule im Land. Die private katholische Jungen-Schule schloss 2006 aufgrund schwindender Schülerzahlen und die Schüler wurden von der ehemaligen Mädchenschule St Angela's übernommen.

## Persönlichkeiten
- Yang Berhormat Pehin Orang Kaya Pekerma Dewa Dato Seri Paduka Awang Lim Jock Seng, Zweiter Minister of Foreign Affairs and Trade.
- Yang Berhormat Pehin Datu Singamanteri Colonel (Retired) Dato Seri Paduka Awang Haji Mohammad Yasmin bin Haji Umar, Deputy Minister of Defence
- Yang Mulia Haji Mohd Rozan bin Dato Paduka Haji Mohd Yunos, Permanent Secretary, Ministry of Development of Brunei
- Hajah Norsiah binti Haji Abdul Gapar (* 1952), Schriftstellerin
- Craig Adams (* 1977), ein Eishockeyspieler der Pittsburgh Penguins in der National Hockey League wurde in Seria geboren. Er ist in Calgary, Alberta aufgewachsen.
- Tan Sri Datuk Amar Dr Haji Sulaiman Haji Daud, ehemaliger Minister of Agriculture and Education von Malaysia, arbeitete als Zahnarzt in der staatlichen Klinik in Seria.